# Eremanthus
Eremanthus es un género de plantas fanerógamas perteneciente a la familia de las asteráceas. Comprende 57 especies descritas y de estas, solo 27 aceptadas.
Especies  de Eremanthus son el alimento de las larvas de algunas especies de Lepidoptera, incluida Dalcera abrasa que se alimenta de E. glomerulatus.

## Taxonomía
El género fue descrito por Christian Friedrich Lessing y publicado en Linnea 4: 317. 1829. La especie tipo es Eremanthus glomerulatus Less.	

## Especies aceptadas
A continuación se brinda un listado de las especies del género Eremanthus aceptadas hasta julio de 2012, ordenadas alfabéticamente. Para cada una se indica el nombre binomial seguido del autor, abreviado según las convenciones y usos.
- Eremanthus arboreus (Gardner) MacLeish
- Eremanthus argenteus MacLeish & H.Schumach.
- Eremanthus auriculatus MacLeish & H.Schumach.
- Eremanthus bicolor (DC.) Baker
- Eremanthus brasiliensis (Gardner) MacLeish
- Eremanthus capitatus (Spreng.) MacLeish
- Eremanthus cinctus Baker
- Eremanthus crotonoides (DC.) Sch.Bip.
- Eremanthus elaeagnus (Mart. ex DC.) Sch.Bip.
- Eremanthus elaegnus Sch.Bip.
- Eremanthus erythropappus (DC.) MacLeish
- Eremanthus glomerulatus Less.
- Eremanthus goyazensis (Gardner) Sch.Bip.
- Eremanthus graciellae MacLeish & H.Schumach.
- Eremanthus hatschbachii H.Rob.
- Eremanthus incanus (Less.) Less.
- Eremanthus leucodendron Mattf.
- Eremanthus mattogrossensis Kuntze
- Eremanthus mollis Sch.Bip.
- Eremanthus pabstii G.M.Barroso
- Eremanthus pohlii (Baker) MacLeish
- Eremanthus polycephalus (DC.) MacLeish
- Eremanthus reflexo-auriculatus G.M.Barroso
- Eremanthus rondoniensis MacLeish & H.Schumach.
- Eremanthus seidelii MacLeish & H.Schumach.
- Eremanthus uniflorus MacLeish & H.Schumach.
- Eremanthus veadeiroensis H.Rob.